# Амараль, Родриго
Родри́го Науэ́ль Амара́ль Пере́йра (исп. Rodrigo Nahuel Amaral Pereira; род. 25 марта 1997, Монтевидео) — уругвайский футболист, нападающий клуба «Хорхе Вильстерманн».

## Клубная карьера
Амараль — воспитанник клуба «Насьональ». 15 августа 2015 года в матче против «Вилья-Тереса» он дебютировал в уругвайской Примере. В том же сезоне Родриго помог команде выиграть чемпионат. 24 августа в поединке против столичного «Ривер Плейта» Амараль забил свой первый гол за команду.
В сентябре 2017 года перешёл в аргентинский «Расинг». Несыграл за полтора года за основу ни одного матча, лишь однажды в 2018 году попав в заявку на матч. В январе 2019 года был отдан в аренду в свой прежний клуб.

## Международная карьера
В начале 2015 года Амараль в составе молодёжной сборной Уругвая стал бронзовым призёром домашнего молодёжном чемпионате Южной Америки. На турнире он сыграл в матчах против команд Чили, Перу, Парагвая, Аргентины, дважды Колумбии и Бразилии. В поединке против чилийцев Родриго забил гол.
Летом того же года Амараль принял участие в молодёжном чемпионате мира в Новой Зеландии. На турнире он сыграл в матчах против сборных Сербии, Мексики, Мали и Бразилии.
В 2017 года Амараль в составе молодёжной сборной Уругвая выиграл молодёжный чемпионат Южной Америки в Эквадоре. На турнире он сыграл в матчах против команд Перу, Боливии, Колумбии, Бразилии, Эквадора а также дважды Венесуэлы и Аргентины. Родриго забил пять мячей и вместе с Брианом Кабесасом, Лаутаро Мартинесем и Марсело Торресом стал лучшим бомбардиром турнира.
В том же году Амараль принял участие в молодёжном чемпионате мира в Южной Корее. На турнире он сыграл в матчах против команд Португалии и дважды Италии. В поединке против итальянцев Родриго забил гол.

## Достижения
Командные
- Чемпион Уругвая (4): 2014/15, 2016, 2019, 2020
- Обладатель Суперкубка Уругвая: 2019 (не играл)
- Чемпион Южной Америки среди молодёжи: 2017

Личные
- Лучший бомбардир Молодёжного чемпионата Южной Америки (5 мячей) — 2017